# Безделушка (мультфильм)
«Безделушка» (англ. Knick Knack) — компьютерный короткометражный мультфильм студии Pixar. Снят в 1989 году Джоном Лассетером.

## Сюжет
Книжная полка с сувенирами. Снеговичок, живущий в куполе с надписью «Дом, Аляска», случайно встречает среди райских игрушек-сувениров игрушечную женщину в купальнике. Он пытается подойти к ней и, чтобы выбраться из своего скучного домика, использует различные средства. Но как он ни старался, попытки ни к чему не привели. Тогда снеговичок использует своё последнее средство: бомбу. Купол падает из полки, снеговику удается выбраться из него. Правда, добраться до своей красавицы ему не удалось. Снеговичок падает в аквариум с рыбками (настоящими, а не игрушечными). Зато он там встречает русалочку. Вот только ему снова не удается подойти к ней. Купол падает прямо на снеговика.